# ریشه نام آفریقا
دربارهٔ ریشه‌شناسی واژه آفریقا نظرهای گوناگونی آمده‌است. برخی آن را از واژه فنیقی آفِر به معنی گرد و غبار دانسته‌اند، برخی از نام تیرهٔ آفریدی ساکن شمال آفریقا در پیرامون کارتاژ و برخی از واژه یونانی اَفریکه (aphrike) به معنی بی سرما و همیشه گرم یاد می‌کنند.

## ریشه‌یابی نام آفریقا
آفری نام یکی از مردمی بوده که در آفریقای شمالی نزدیک مرکز ایالتی کارتاژ ساکن بوده‌اند. پسوند رومی «ca –» بیانگر «کشور یا سرزمین» است.
لغت لاتینی «aprica» به مفهوم «آفتابی» است؛  کلمه «aphrike» در یونانی به معنای «بدون سرما» است. این نام از سوی لئو آفریکانوس مورخ (۱۵۵۴–۱۴۸۸) مطرح شد، که لغت یونانی «phrike» (φρίκη، یعنی «سردی و هراس») را با پسوند منفی کننده «-a» پیشنهاد نمود، درنتیجه این بیانگر سرزمینی عاری از ترس و لرز است. اما، تغییر صوت "ph" به "f" که در زبان یونانی در حدود سده دهم ثبت شده‌است، احتمال نمی‌رود ریشه این تغییر باشد.
آفریقای باستانی رمی در غرب مصر واقع شده، در حالی که کلمه «آسیا» برای اشاره به سرزمین آناتولی و نواحی شرق آن بکار رفته‌است. خط مشخصی از طریق بطلمیوس جغرافیادان (۱۶۵–۸۵م) بین این دو قاره کشیده شده که اسکندر را در کنار خط صفر طول جغرافیایی نشان می‌دهد، کانال سوئز و دریای سیاه را به عنوان مرز بین آسیا و آفریقا می‌سازد. زمانی که اروپایی‌ها خواستند پهنه واقعی این قاره را درک کنند، ایده «آفریقا» را بر اساس دانش خود تشریح نمودند.

## نام به فارسی
ابوالحسن نجفی در غلط ننویسیم می‌نویسد: «[اِفریقا] از قدیم به کسر اول تلفظ می‌شده‌است و نه با «الف» ممدود و به صورت آفریقا. امروزه هم صحیح‌تر آن است که به صورت اِفریقا خوانده و نوشته شود.»
در مقابل، علی‌اشرف صادقی و زهرا زندی‌مقدم در «فرهنگ املایی خط فارسی» املای آفریقا را به اِفریقا «مرجح» می‌دانند.